# Bitwa nad Berezyną (1920)
Bitwa nad Berezyną – walki wojsk Frontu Północno-Wschodniego gen. Stanisława Szeptyckiego z wojskami Frontu Zachodniego Michaiła Tuchaczewskiego w okresie wojny polsko-bolszewickiej.
W ramach bitwy stoczono szereg mniejszych potyczek, m.in.: pod Horodzcem (14 maja), pod Osjami (15 maja), pod Berezyną Górną (16–21 maja), pod Wojłowem (17–21 maja), pod Lipskiem, pod Kubliczami (18–19 maja), pod Ulesiem (19 maja), pod Murową (19 i 28 maja), pod Jakszycami (20–22 maja), pod Borejkami (22–23 maja), pod Pleszczenicą (26–29 maja), pod Jelnicą (26–30 maja), pod Karandaszami (28 maja), pod Kozianami (28–31 maja), pod Rybczanami (2 czerwca), pod Duniłowiczami (3–4 czerwca), pod Budsławiem (4 czerwca), pod Łużkami (6–7 czerwca), pod Nowymi Krukami (7 czerwca), pod Hostobożem (8–9 czerwca), pod Głuszcem (9–10 czerwca).

## Położenie wojsk przed bitwą
Po zajęciu Kijowa i zdobyciu przyczółków mostowych po wschodniej stronie Dniepru, wojska polskie przeszły do obrony. Józef Piłsudski zdawał sobie sprawę z tego, że nie udało mu się rozbić większych sił nieprzyjaciela, a jedynie zmusił je do wycofania się na wschód. Stąd też Wódz Naczelny planował uderzenie na północnym odcinku frontu wschodniego.
W tym czasie dowódca Frontu Zachodniego Michaił Tuchaczewski na wschodnim brzegu Berezyny grupował wojska do planowanej na lipiec generalnej ofensywy. Zajęcie Kijowa przez Polaków i groźba utraty Ukrainy zmusiły sowieckich planistów do jej przyspieszenia.

### Składy wojsk
Wojsko Polskie
- 1 Armia gen. Stefana Majewskiego obsadzała odcinek Dryssa–Połock–Uszacz–Lepel. W pierwszym rzucie posiadała 8 Dywizję Piechoty i 1 Dywizję Litewsko-Białoruską, a w odwodzie 3 Dywizję Piechoty Legionów i 1 Brygadę Jazdy.
- 4 Armia gen. Szeptyckiego w składzie 2 Dywizja Piechoty Legionów, 6., 14. i 9. dywizje piechoty broniła linii Berezyny od Lepla po ujście do Dniepru.

17 maja dowodzenie nad obu armiami przejął gen. Stanisław Szeptycki.
Armia Czerwona
Na wschodnim brzegu Berezyny utworzono zgrupowanie uderzeniowem:
- 15 Armia Augusta Korka w składzie 4., 6., 5., 53., 56. dywizje strzeleckie i 15 Dywizja Kawalerii[a]
- Grupę Północną Jewgienija Siergiejewa w składzie 48 Dywizja Strzelców i 164 Brygada Strzelców
- 16 Armia Nikołaja Sołłohuba w składzie 2., 8., 10., 17. i 21. dywizje strzeleckie[b].

Całością sił uderzeniowych dowodził dowódca Frontu Zachodniego Michaił Tuchaczewski.

## Przebieg działań

### Uderzenie Armii Czerwonej

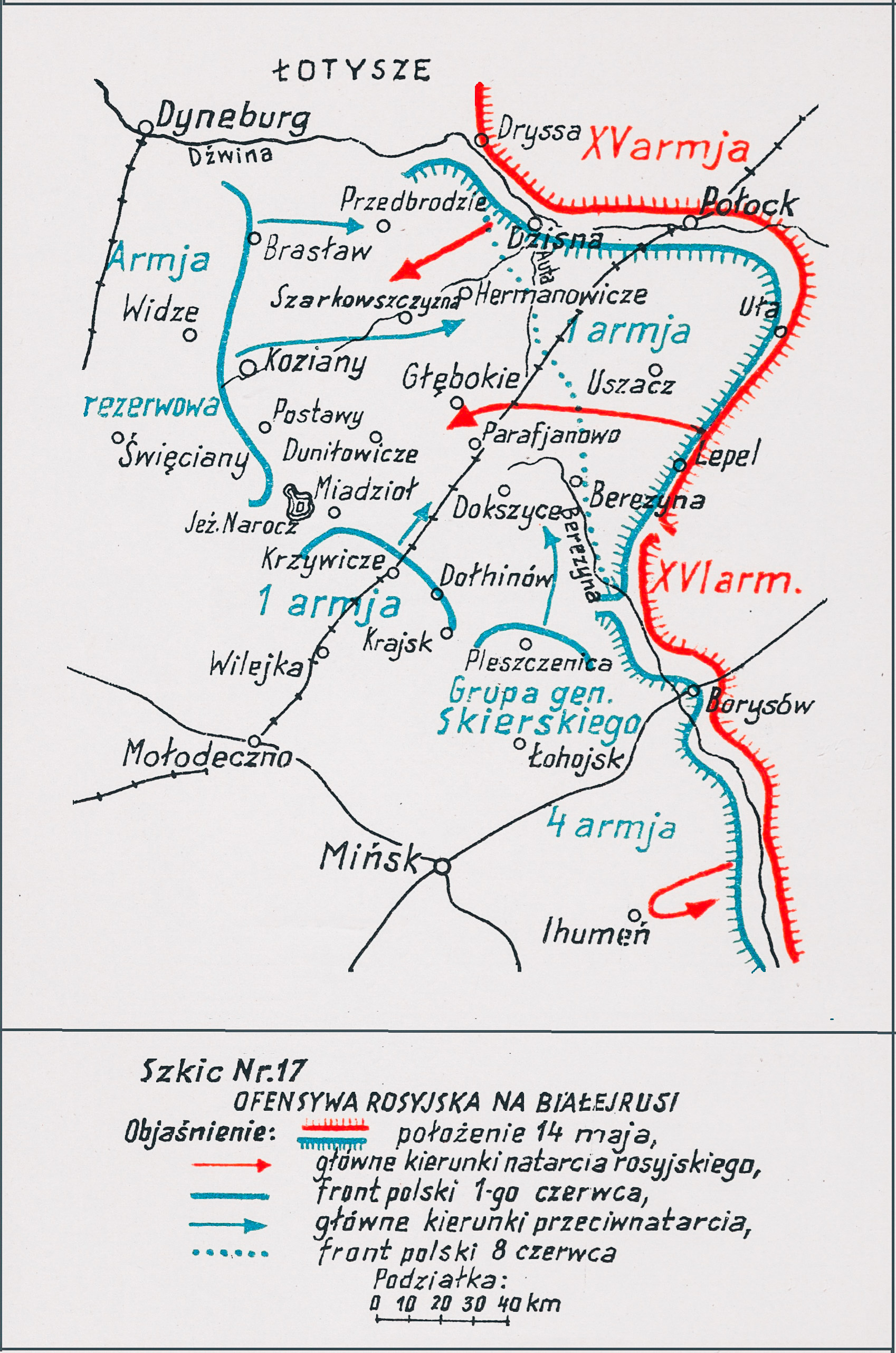
Adam Przybylski
Wojna Polska 1918–1921

14 maja 15 Armia Korka i Grupa Północna Siergiejewa uderzyły na pozycje oddziałów 8 Dywizji Piechoty i 1 Dywizji Litewsko-Białoruskiej w ogólnym kierunku na Głębokie.16 Armia Sołłohuba wykonała uderzenie pomocnicze w kierunku Mińska.
W rejonie Lepla i Uszacza oddziały 1 Dywizji L-B i 13 pułku piechoty z 8 Dywizji Piechoty nie wytrzymały uderzenia 4., 11., 56. i 5. Dywizji Strzelców i rozpoczęły odwrót. Następnego dnia bez powodzenia kontratakowała odwodowa 3 Dywizja Piechoty Legionów. Stanowisk wzdłuż linii jezior Dzwony – Pyszno – Osieczyszcze nie udało się utrzymać. Na styku 8 DP i 1 DLB wytworzyła się luka otwierająca przeciwnikowi kierunek na Mołodeczno.
Wobec tego zagrożenia dowódcy  Armii przydzielono z Odwodu Naczelnego Wodza, zgrupowaną w rejonie Mołodeczna, 17 Wielkopolską Dywizje Piechoty. W dniach od 16 do 18 maja oddziały polskie broniły się nad górną Berezyną i odpierały bolszewickie ataki. Jednak sowieckiej 5 Dywizji Strzelców udało się sforsować rzekę pod Mościszczem, odrzucić broniącą się tam II Brygadę Litewsko-Białoruską i opanować Lipsk. W tym czasie 15 Armia Korka wykonywała główne uderzenie wzdłuż linii kolejowej na Mołodeczno. Jej zasadnicze zgrupowanie osłaniała od południa 53 Dywizja Strzelców, a od północy Grupa Północna. Na odcinku bronionym przez polską 4 Armię wojska Sołłohuba podjęły próbę sforsowania Berezyny pod Murawą i Żukowcem oraz pod Żarnówkami i Niehoniczami. Jedynie 8 Dywizja Strzelców odniosła sukces i opanowała Ihumeń, natomiast pozostałe sowieckie oddziały zostały odparte.
21 maja 1 Armia została wzmocniona ściągniętą z rejonu Wilna 10 Dywizją Piechoty. Dywizja ta obsadziła linie obronną między Szarkowszczyzną a Kozianami. Umożliwiło to wycofującym się 8 DP i 1 DLB oderwanie się od przeciwnika i zreorganizowanie oddziałów. 23 maja rozpoczął się ogólny odwrót wojsk polskich na linię Dryssa – Przedbrodzie – Duniłowicze – Budsław – rzeka Serwecz – Milcza – rzeka Omniszewka.Tutaj jednak także nie zdołano zorganizować trwałej obrony.
Naczelne Dowództwo Wojska Polskiego postanowiło zażegnać niebezpieczeństwo nad Berezyną w sposób zaczepny. Bezpośrednie dowodzenie przejął Naczelny Wódz. W rejonie Święcian koncentrowała się nowo sformowana Armia Rezerwowa gen. Kazimierza Sosnkowskiego. Również wojska gen. Szeptyckiego przyjmowały ugrupowanie zaczepne. Na północy zbierały się oddziały 8. i 10 Dywizji Piechoty oraz 1 Brygada Jazdy. Te trzy wielkie jednostki wyszły spod podporządkowania 1 Armii i weszły w skład 7 Armii gen. Stefana Majewskiego. Na południowym skrzydle, w lukę między 1 i 4 Armię, obsadziła 4 Dywizja Piechoty. Powstrzymywała ona działanie sowieckiej 5 Dywizji Strzelców, po czym wycofała się w kierunku Łohojska, gdzie przybyła już 15 Wielkopolska Dywizja Piechoty. Pod koniec maja Tuchaczewski rzucił jeszcze do walki nowo przybyłe 12. i 18 Dywizję Strzelców. Jednak sowiecka ofensywa traciła impet i zatrzymując się na linii Ziembin – rzeka Ilia – rzeka Serwecz – Krzywicze – Stary Miadzioł – jezioro Bohiń – jezioro Dryświaty.
Komunikat prasowy Sztabu Generalnego z 31 maja 1920 donosił:

Wielka ofensywa bolszewicka, rozpoczęta w dniu 14 maja z użyciem wielkich sił na froncie między Dźwiną a Prypecią, została w ostatnich dniach zupełnie zatrzymana. Główne uderzenia armij sowieckich, skierowane były z jednej strony wzdłuż toru kolejowego Połock - Głębokie - Mołodeczno. Z drugiej strony od wschodu przez Berezynę w kierunku na Mińsk i miały na celu, jak widać z przejętych rozkazów dowództw bolszewickich, opanowanie linji Mołodeczno - Mińsk w dniu 25 maja. Żelazna postawa naszego wojska, szczególnie tego, które broniło górnej Berezyny i przeprowadziło kontrakcję między Borysowem a Bobrujskiem, unicestwiła w zupełności szeroko zakreślone plany nieprzyjacielskiego kierownictwa. Wojsko nasze, utrzymujące wytrwale już od dnia 27 maja linję Przebrodzie – jezioro Miastro – Krzywicze – Dołhinów – Pleszczenice – Ziembin i linję Berezyny, w kilku miejscach przeszło z powodzeniem do zaczepnej działalności.

### Polska kontrofensywa
Polski plan kontrofensywy zakładał podwójne oskrzydlenie sowieckiej 15 Armii wysuniętej w kierunku Mołodeczna, uderzenie od zachodu Armią Rezerwową na Postawy – Głębokie i od południa grupą operacyjną gen. Skierskiego, z rejonu Pleszczenicy na Dokszyce i Berezynę. Znajdująca się w centrum 1 Armia miała wiązać przeciwnika walką i uniemożliwić mu wycofanie wojsk.
31 maja rozpoczęła natarcie grupa gen. Leonarda Skierskiego. Na jej prawym skrzydle uderzenie pomocnicze wykonała 1 Dywizja Litewsko-Białoruska ze składu 1 Armii. Po całodziennych walkach przerwano front sowiecki i opanowano linię rzeki Wiejny. W kolejnych dniach kontynuowano natarcie i oddziały polskie wyszły nad Mraj, a 5 czerwca opanowano Dokszyce. W tym czasie grupa pułkownika Gustawa Orlicz-Dreszera wyszła nad Berezynę i opanowała Berezynę Górną.
Armia Rezerwowa gen. Sosnkowskiego główne uderzenie wykonała swoim prawym skrzydłem między jeziorami Narocz i Batoryn, a bagnistym brzegiem Dzisny, w ogólnym kierunku na Głębokie. 11 Dywizja Piechoty nacierała po osi jezioro Miadzioł – Bojary, a jej skrzydło osłaniała 6 Dywizja Piechoty z 1 Armii. 8 Dywizja Piechoty kierowała się na Duniłowicze – Głębokie, a rezerwowa 7 Brygada Piechoty atakowała wzdłuż traktu Postawy – Duniłowicze. 2 czerwca dywizje rozpoczęły walki o przełamanie pozycji sowieckich rozmieszczonych na linii „starych okopów niemieckich”. Broniły ich sowieckie 12., 18. i 53 Dywizja Strzelców oraz 15 Dywizja Kawalerii. Polskie 8 i 11 Dywizje Piechoty uzyskały powodzenie już pierwszego dnia, ale natarcie słabo wyszkolonej rezerwowej 7 BP utknęło pod Dzietkowem. Następnego dnia z okrążenia wyrwała się sowiecka 4 DS, a 12 DS, a walczyć musiała z pułkami polskiej 8 Dywizji Piechoty. Po sukcesach pod Duniłowiczami 8 Dywizja w pościgu osiągnęła linię rzeki Mordwy, ale zarówno 11 DP, jak i 7 BP pozostały w tyle i Armii Rezerwowej nie udało się zamknąć w pełni pierścienia okrążenia.
4 czerwca w Mołodecznie przebywał Naczelny Wódz Józef Piłsudski. W rozmowie z gen. Szeptyckim odrzucił propozycję dowódcy Frontu, aby kontynuować natarcie w kierunku Lepla i Ułły aż do zupełnego rozbicia wojsk Tuchaczewskiego.
5 czerwca kontynuowano natarcie. 10 Dywizja Piechoty gen. Żeligowskiego opanowała Szarkowszczyznę, a generał Sosnkowski nakazał wszystkim wielkim jednostkom przejść do pościgu z zadaniem wyjść na linię rzeka Mniuta – Hermanowicze. 8 Dywizja Piechoty w tym dniu opanowała Głębokie, a następnego dotarła do Mniuty między jeziorami Plissa i Mniuta. W dniach 5–6 czerwca oddziały 10 Dywizji Piechoty stoczyły ciężki bój z 18 Dywizją Strzelców o Hermanowicze. Natarcie jej 28. i 30 pułków piechoty zostało zatrzymane i dopiero wprowadzenie do walki odwodowego 21 pułku piechoty pozwoliło oddziałom polskim zdobyć miejscowość. Prowadząc nadal działania pościgowe oddziały polskie 10 czerwca wyszły nad Berezynę i Autę.
W trakcie bitwy nad Berezyną, na froncie polskiej 4 Armii prowadzono działania o znaczeniu lokalnym, podczas których doszło do kilku większych bitew, między innymi pod Bohuszewiczami i Stołpiszczami.
Po zakończeniu bitwy nad Berezyną front zatrzymał się na linii: górna Berezyna – jezioro Mieżużol – rzeka Auta – jezioro Jelnia – jezioro Białe – rzeka Dźwina w rejonie Dzisny.

Komunikat prasowy Sztabu Generalnego z 10 czerwca 1920 donosił:

Wielka bitwa nad Berezyną, rozpoczęta w dniu 14 maja i prowadzona z ogromnem obustronnem napięciem, została w dniu wczorajszym uwieńczona ostatecznem naszem zwycięstwem. Nieprzyjaciel, skoncentrowawszy przed frontem generała Sosnkowskiego 9 dywizyji piechoty, usiłował ponownie dnia 8 b.m. ująć inicjatywę w swe ręce, rzucając w tym celu wszystkie swe siły do ataku. Wywiązały się krwawe i zacięte walki, zwłaszcza na odcinku 8-ej dywizji piechoty i grupy generała Żeligowskiego w czasie których poszczególne miejscowości parokrotnie przechodziły z rąk do rąk. W ostatecznym rezultacie już dnia 8 b. m. wieczorem przeciwnik został na całej linji odparty. 9 czerwca zaś rano wojska nasze przeszły do ataku, rozbijając w zdecydowanym natarciu siły nieprzyjacielskie, które odrzucono za linję rzeki Auty. Zdobycz na razie obliczona wykazuje z górą 600 jeńców oraz 57 karabinów maszynowych.

## Bilans walk
Obie strony w bitwie nad Berezyną nie osiągnęły zakładanych przez siebie celów.
Armia Czerwona nad Berezyną po raz pierwszy przejawiła inicjatywę operacyjną i swoją ofensywą wyczerpała wszystkie rezerwy polskiego Naczelnego Dowództwa. Wojskom Tuchaczewskiego nie udało się jednak zniszczyć polskiej 1 Armii.
Oddziałom Wojska Polskiego, mimo sukcesów terenowych w trakcie trwania kontrofensywy, nie udało się rozbić sowieckiej 15 Armii. Zasadniczą przyczyną niepowodzenia było nierówne tempo natarcia skrzydeł, spowodowane twardym oporem nieprzyjaciela na kierunku północnym.